# 에델 스미스
에설 스미스(Ethel Smith, 영어 발음: /ˈɛθəl/, 1902년 11월 22일 ~ 1996년 5월 10일)는 '해먼드 오르간의 여왕'이라 불리는 유명한 여류 파퓰러 미국의 오르간 연주자이다.
펜실베이니아주에서 태어났다. 어릴 때부터 뛰어난 건반 악기 솜씨를 보였다. 엔지니어에 뜻을 두고 카네기 멜런 대학교에 들어갔으나 대학 재학 시절 슈버트 쇼(Shubert show)에서 여성 최초로 극장 오케스트라석 연주자가 되어 오르간을 맡아 28주간 미국 전역에서 공연하면서 결국 음악계에 들어섰다.
1944년 브라질 쇼루(Choro)곡 "치쿠치쿠 누 푸바"(Tico-Tico no Fubá)를 해먼드 오르간으로 연주한 레코드 <티코 티코>(Tico Tico)가 미국 뿐만 아니라 전세계에서 큰 인기를 끌었다.
오르간 뿐만 아니라 피아노, 기타, 그 밖의 각종 타악기 연주로도 유명하다.
플로리다주 팜비치에서 93세의 나이로 1996년 5월 10일 사망하였다.